# Brietzig
Brietzig er en kommune og administrationsby i det nordøstlige Tyskland, beliggende i Amt Uecker-Randow-Tal i den sydøstlige del af Landkreis Vorpommern-Greifswald. Landkreis Vorpommern-Greifswald ligger i delstaten Mecklenburg-Vorpommern.

## Geografi
Brietzig er beliggende ved delstatsgrænsen til Brandenburg omkring 7 km sydvest for Pasewalk og 1 km vest for Uecker i et let bakket område. I kommunen ligger Naturschutzgebiet Schanzberge bei Brietzig.
Nord for kommunen går motorvejen A 20 (Ostseeautobahn), der kan nås ved frakørsel  "Pasewalk-Nord" hvor den krydser Bundesstraße B 104 (Pasewalk - Neubrandenburg).

## Eksterne kilder og henvisninger
- Wikimedia Commons har flere filer relateret til Brietzig
- Kommunens side på amtets websted
- Befolkningsstatistik mm Arkiveret 5. marts 2016 hos  Wayback Machine